# Кристина Лотарингская
Кристина Лотарингская (итал. Cristina di Lorena; 16 августа 1565 — 19 декабря 1637) — дочь герцога Лотарингии Карла III и французской принцессы Клод Валуа. По матери внучка Генриха II Французского и Екатерины Медичи. В период малолетства своего внука являлась регентшей, совместно со своей невесткой, покровительствовала науке и искусству.

## Происхождение

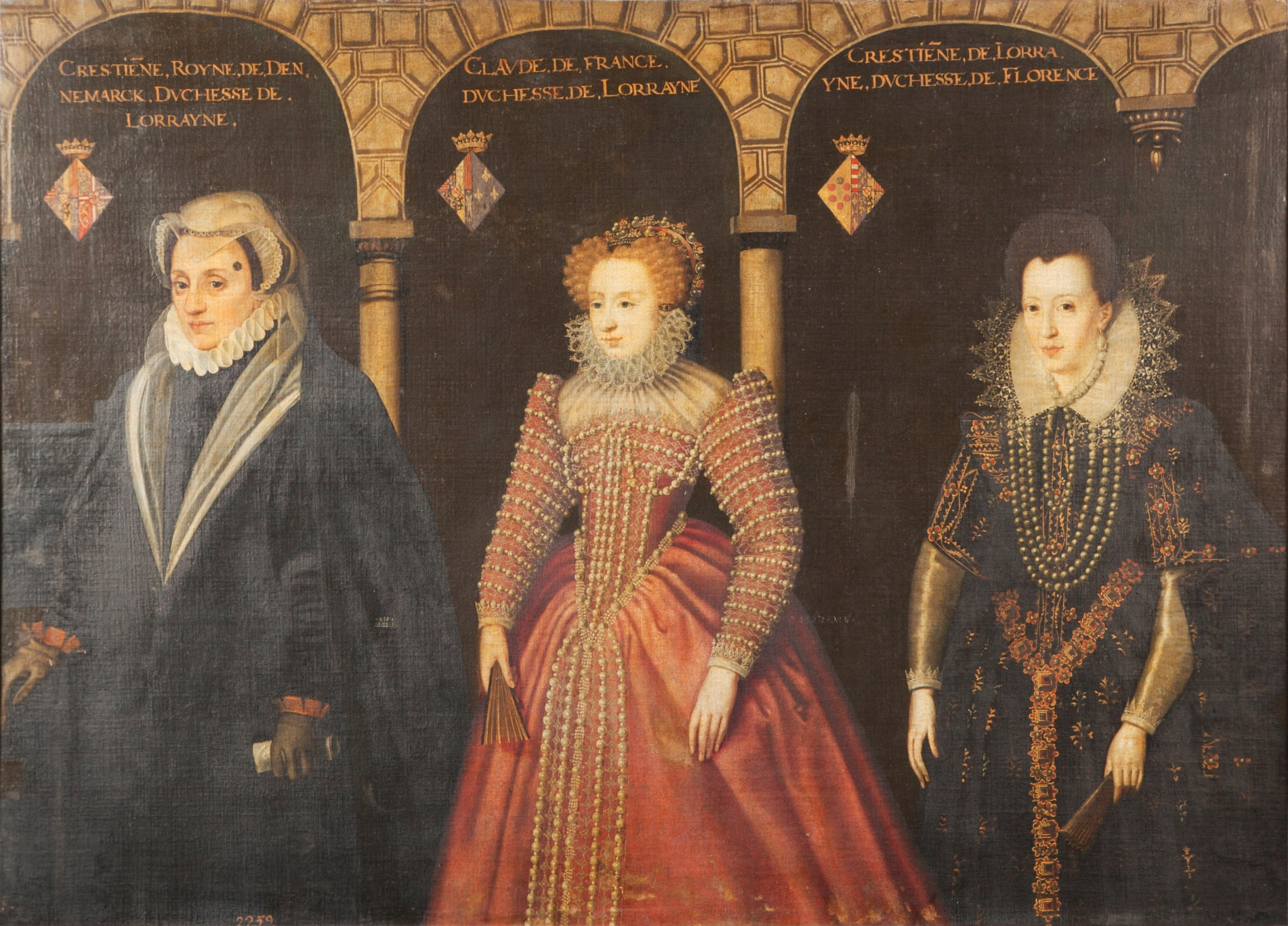
Жан де Вайембург. Тройной портрет. Ок. 1599. Слева бабка Кристины — Кристина Датская, в центре мать — Клод Валуа, справа - сама Кристина Лотарингская.

Кристина родилась в 1565 году в Нанси (герцогство Лотарингия). Её родителями были герцог Карл III и его жена Клод Валуа — дочь Екатерины Медичи. Имя своё она получила в честь бабушки по отцу — Кристины Датской. После смерти матери, случившейся в 1575 году, Кристина жила при дворе бабушки в Париже.

## Великая герцогиня Тосканы
В 1587 году скончался, не имея наследника мужского пола, Франческо I (великий герцог Тосканы), и его брат Фердинандо тут же провозгласил себя новым герцогом.

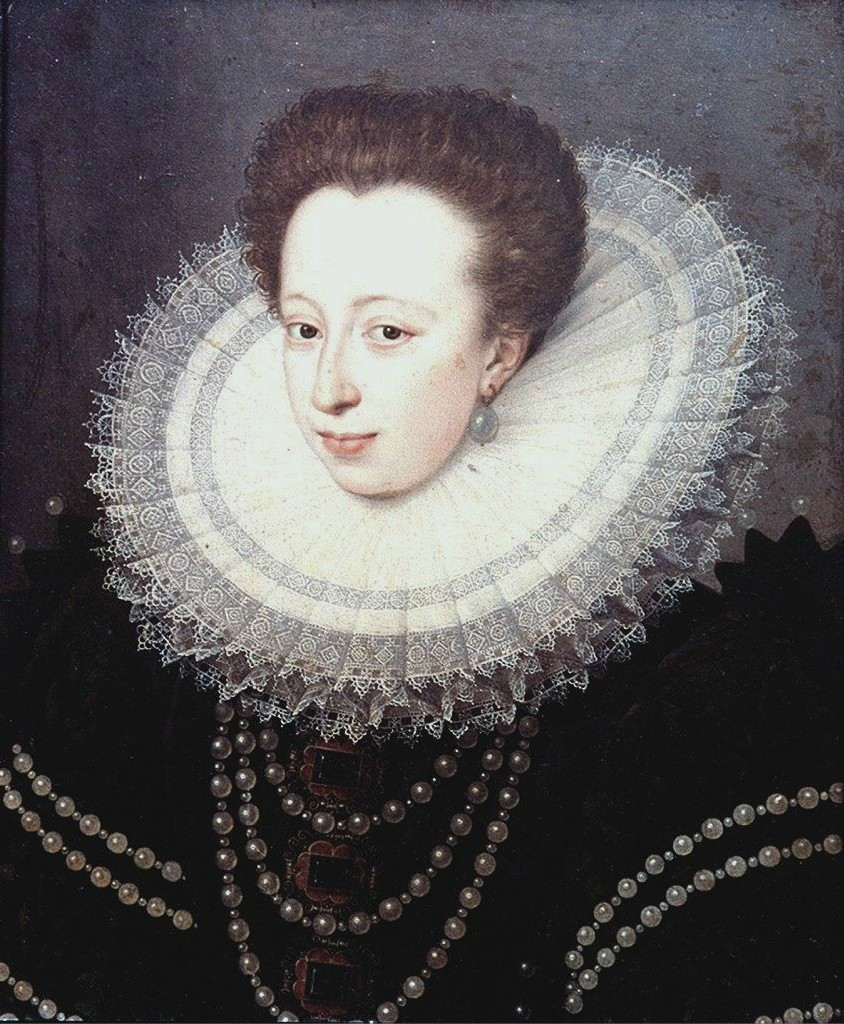
Кристина Лотарингская. Портрет работы неизвестного художника. 1588

В поисках варианта женитьбы, который бы помог ему сохранить политическую независимость, Фердинанд остановился на дальней родственнице — Кристине. Екатерина Медичи поспособствовала браку, чтобы привязать Тоскану к Франции в противовес Испании (предлагавшей в качестве невесты австрийскую эрцгерцогиню или принцессу из дома Браганса). Смерть бабушки задержала отбытие Кристины из Франции, и она отправилась в путь лишь 28 февраля 1589 года, прибыв в Ливорно 23 апреля, а во Флоренцию — 30 апреля.
Брак по доверенности был заключён 27 февраля, а официальная свадьба состоялась во Флоренции 3 мая. Роскошные и хорошо задокументированные свадебные торжества, отмечавшиеся во Флоренции в 1589 году, были задуманы так, чтобы произвести впечатление на все королевские дома Европы. За свадебной церемонией во Флорентийском соборе последовали мероприятия на открытом воздухе для публики, а также банкеты и балы, комедии и музыкальные интермедии, а также имитация морского боя в затопленном дворе Палаццо Питти для аристократических гостей.

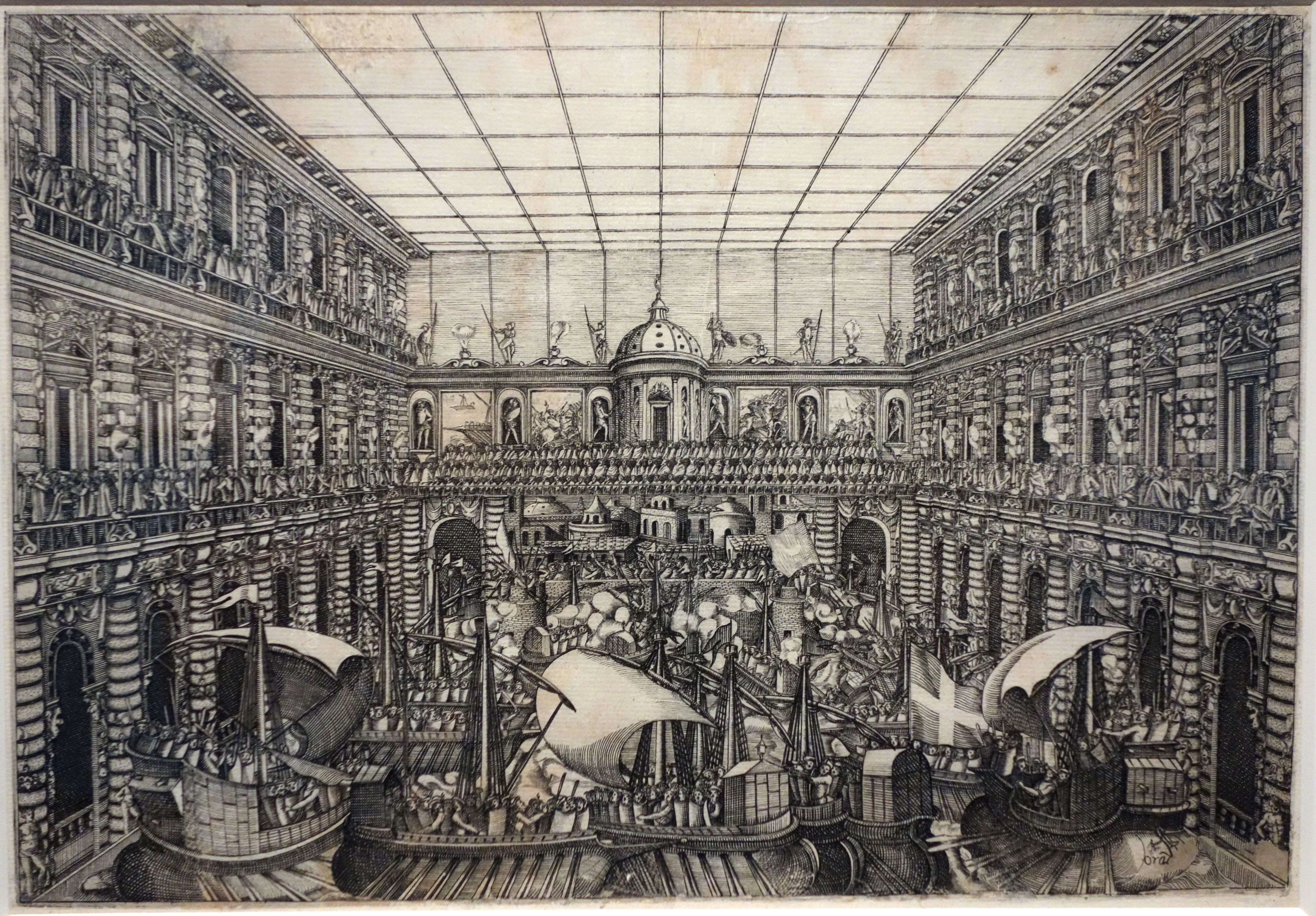
Празднества по случаю бракосочетания великого герцога Фердинанда I Тосканского и Кристины Лотарингской: навмахия в Палаццо Питти, Флоренция. Офорт Орацио Скарабелли. 1589

Пи Джей Мариетт обращает внимание на различных художников, включая Санти ди Тито, Грегорио Пагани, Камилло Паньи и Джованни Баттиста Каччини, которые работали над эфемерными декорациями. Эти щедрые и новаторские формы развлечений оказались чем-то большим, чем просто зрелищностью. Они сильно повлияли на театральную практику европейских судов на протяжении XVII века. Кристина принесла богатое приданое: 600.000 наличными, а также драгоценности на сумму 50.000 и права на герцогство Урбино, перешедшие ей после смерти Екатерины Медичи.
28 июля 1603 года она написала Анне Датской, поздравив её и короля Якова Стюарта с восхождением на престол Англии и Ирландии. Письмо было доставлено в Лондон графом Альфонсо Монтекукколи.

## Мать великого герцога

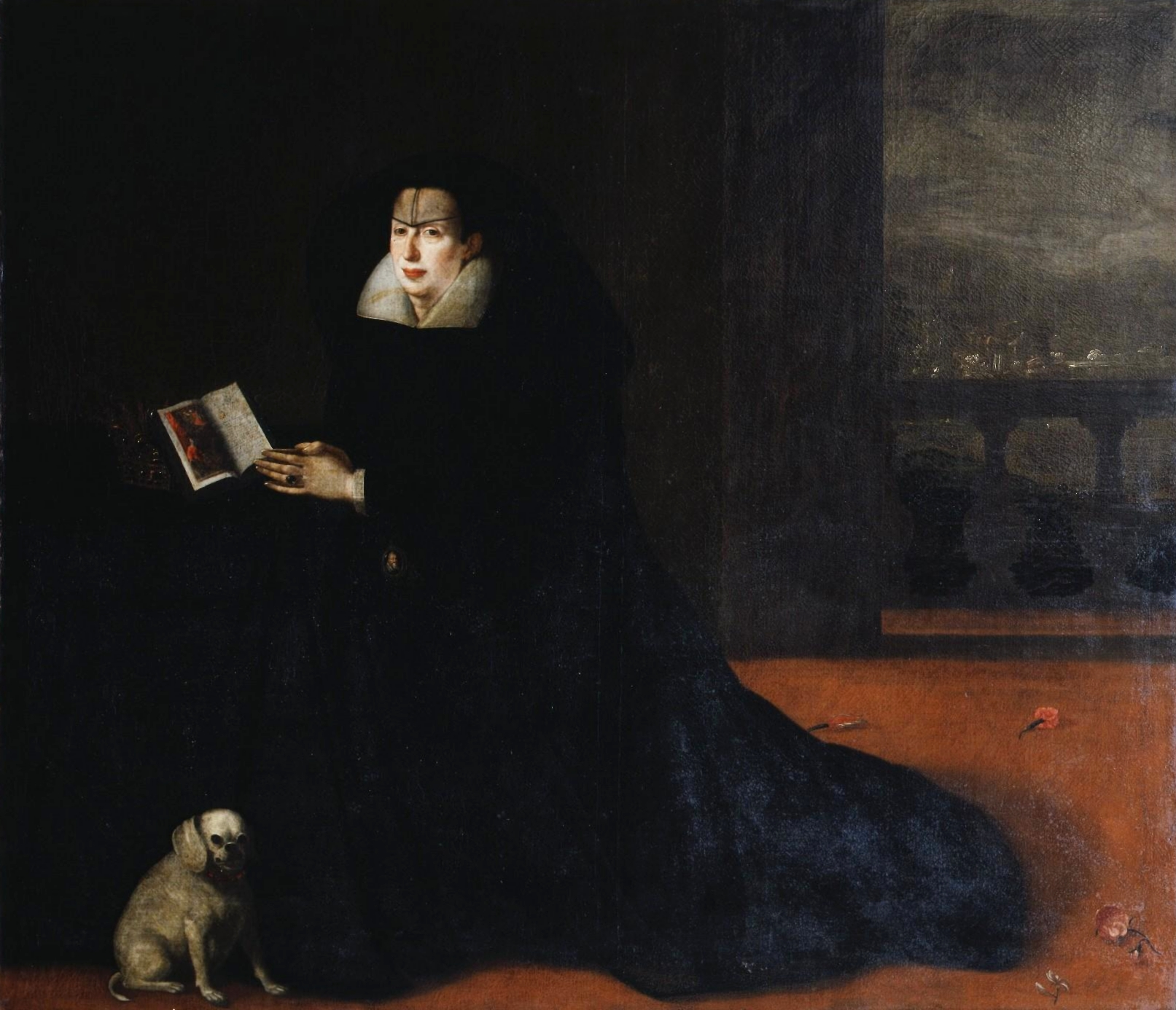
Тиберио Тито. Великая герцогиня во вдовстве. 1610

После смерти мужа в 1609 году новым великим герцогом стал его сын Козимо II Медичи, Великому герцогу было всего 19 лет, когда он пришел к власти, а Кристина оставалась доминирующей силой при дворе. В 1610 году венецианский посол Джакомо Вендрамин писал на родине: 
Великая герцогиня управляет абсолютно всем таким образом, что не думает об интересах и репутации сына.
Кристина Лотарингская стремилась поддерживать династические притязания Медичи и заказала биографию первого великого князя и её свёкра Козимо I. Она также заказала гравюры Жака Калло, чтобы продемонстрировать жизнь её покойного мужа.

## Регентство
Козимо II умер в феврале 1621 года, оставив своего десятилетнего сына Фердинандо II великим герцогом Тосканы. Кристина Лотарингская и её невестка Мария Магдалина Австрийская исполняли обязанности регентов, пока мальчик не достиг совершеннолетия. Мария Магдалина взяла на себя общественно-политическую роль, поддерживая иезуетские идеи, которые были популярны в государстве её брата, императора Фердинанда II, а Кристина взяла на себя ответственность за взаимодействие с флорентийским религиозным истеблишментом. При них Тоскана следовала в фарватере политики Папского государства, в результате чего стал возможным процесс Галилея.

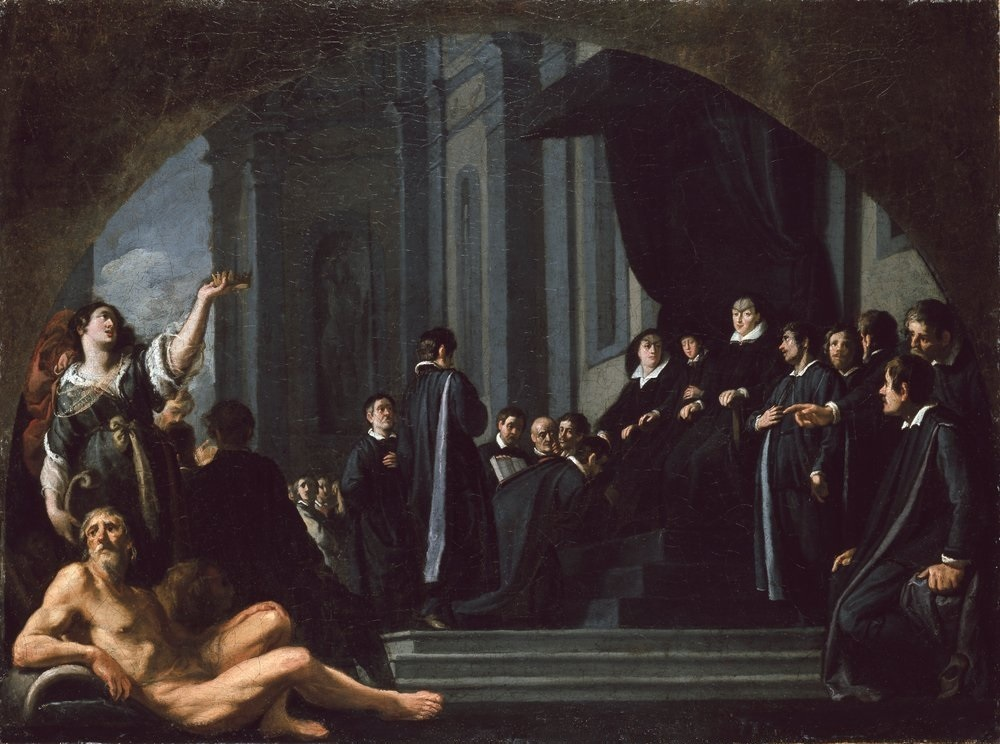
Ю. Сустерманс. Заседание представителей совета Флоренции. В центре, на троне две регентши

Но все же был сделан шаг, направленный на ослабление власти римских аристократов во флорентийском правительстве. Так регентша отменила вековой закон в 1623 году, позволяющий патрициям участвовать в управлении Флоренцией. В результате наиболее богатые флорентийские жители начали занимать должности в ряде учреждений правительства Медичи и на государственной службе.
В 1631 году, после смерти последнего герцога Урбино Кристина вместо того, чтобы предъявить права на герцогство от имени Фердинандо II (женатого на внучке и наследнице покойного), согласилась с тем, чтобы Урбино вошло в состав Папского государства.
В этом же году скончалась от отёка легких Мария Магдалина Австрийская, и до совершеннолетия Фердинандо II в 1632 году Кристина правила герцогством в одиночку.
Сама же Кристина Лотарингская умерла в возрасте 72 лет в декабре 1637 года.

## Покровительство науке и искусству
Кристина Лотарингская была выбрана Фердинандом невестой не только потому, что она была набожной католичкой, но и потому, что она была умной и хорошо образованной. Кристина получила научное образование благодаря усилиям Екатерины Медичи. В 1605 году она пригласила Галилео Галилея наставником её сына Козимо II Медичи. Среди прочего, Галилей научил Козимо пользоваться геометрическим и военным компасом. В 1608 году Кристина попросила Галилея присутствовать на свадьбе Козимо с Марией Магдалиной Австрийской и в том же году попросила его составить гороскоп для её больного мужа. В 1609 году, после смерти Фердинандо I, Галилео Галилей подал просьбу о покровительстве при дворе Медичи.
Кристина также предложила покровительство философу Козимо Боскалья. Когда двор находился в Пизе, в декабре 1613 года, бывший ученик Галилея, Бенедетто Кастелли был приглашен ко двору. За завтраком, на котором присутствовала семья Козимо II, Кристина и Боскалья, обсуждались звезды Медичи. Это были четыре луны Юпитера, которые Галилей открыл и назвал в честь Козимо II и его братьев. Боскалья признал, что эти луны были реальными, а не иллюзией, созданной линзой телескопа. Но при этом же Боскалья утверждал, что интерпретация Галилеем его открытий была неправильной, главным образом потому, что «движение Земли казалось невероятным и не могло быть правдой, тем более что Священное Писание явно противоречило этому мнению». Кристина Лотарингская спросила Кастелли, что он думает по этому поводу, но не как математик, а как богослов. Кастелли ответил, что в том, что касается точных действий природы, он отдавал предпочтение натурфилософам и что теологи в свете этих открытий должны определять значение Библии. В письме Галилею Кастелли заявил, что Кристина критикует гелиоцентризм, что не удовлетворило Галилея. Однако несогласие Кристины Лотарингской было вызвано скорее Боскальей, чем её собственными мыслями.
Галилей подвергся нападению на глазах у своих казначеев, и после того, как Кастелли предупредил его и обменялся мнениями со своим бывшим учеником, он подготовил ответ. В своем письме к великой герцогине Кристине Галилей разъясняет связь между наукой и откровением. Он утверждал, что Священное Писание не намеревается учить естественной философии, но передает весть о спасении. Таким образом, не было необходимости примирять Библию с наукой, и что это нанесло бы ущерб авторитету Церкви в неверующем мире, если бы она сделала опрометчивые заявления о науке. Эта аргументация напоминала собственные взгляды Кристины на этот вопрос и, по сути, является позицией, которую сегодня занимает католическая церковь по вопросам науки.

## Дети
У Фердинанда I Тосканского и Кристины Лотарингской было девять детей:
- Козимо (1590—1621), великий герцог Тосканский
- Элеонора (1591—1617)
- Екатерина (1593—1629), в 1617 году вышла замуж за мантуанского герцога Фердинандо I Гонзага
- Франческо (1594—1614)
- Карло (1595—1666), кардинал
- Филиппино (1598—1602)
- Лоренцо (1599—1648)
- Мария Маддалене (1600—1633)
- Клаудия (1604—1648), в 1620 году вышла замуж за герцога Урбино Федерико Убальдо, а после его смерти вышла замуж в 1626 году за австрийского эрцгерцога Леопольда V.